# آمنة فاخر
آمنة فاخر (10 مارس 1981 - )هي مغنية تونسية شاركت في أوبريت الضمير العربي.
أصيبت في 2020 بفيروس كوفيد-19 وتعافت بعد ذلك.

## أعمالها
| الأغنية       | الألبوم | تأليف                                             | تلحين                   | إخراج        | إنتاج        | السنة |
| ------------- | ------- | ------------------------------------------------- | ----------------------- | ------------ | ------------ | ----- |
| الضمير العربي | —       | عبد الكريم معتوق سيد شوقي أحمد العريان سهام شعشاع | خالد البكري مصطفى محفوظ | أحمد العريان | أحمد العريان | 2008  |
| مستغرباه      |         |                                                   |                         |              |              |       |
| دڤة دڤة       |         | سليم عبد الله                                     | سليم عبد الله           | —            | —            | 2018  |
| السود عيونو   |         | ياسين حمزاوي                                      | أمين قلصي               | صامويل وايت  | أحمد مبروك   | 2019  |
| ولد أمي       |         | فطومة الحاج مفتاح                                 | فطومة الحاج مفتاح       | محمود المصري | ستوديو مصر   | 2020  |
| يلي           |         | مختار الكبسي                                      | مختار الكبسي            |              |              | 2020  |